# Diogo Varela Silva
Diogo Varela Silva (Lisboa, 1971) é um premiado cineasta e produtor português,  conhecido como realizador de documentários e filmes de ficção. Realizou o primeiro fado musical, uma ópera de rua intitulada Alfama em Si.

## Biografia
.Diogo Varela Silva nasceu em 1971, em Lisboa.
A fadista Celeste Rodrigues, irmã da fadista Amália, era sua avó, e desde muito cedo acompanhou-a em casas de fado nos bairros da Mouraria e a Alfama.
Licenciou-se em Cinema, Produção Cinematográfica, pela Escola Superior de Teatro e Cinema, Portugal.

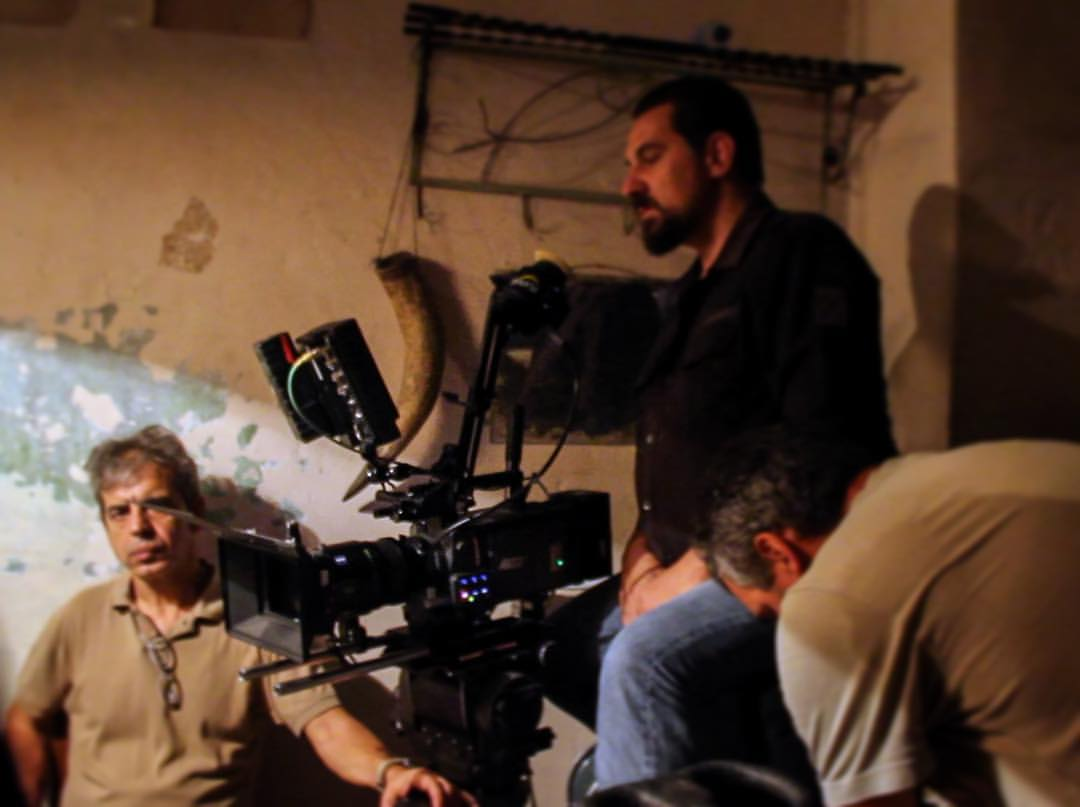
Diogo Varela Silva durante as filmagens de Alfama em Si.

Fundou a produtora Hot Chilli com o intuito de produzir os seus filmes.
Realizou o primeiro fado musical, uma ópera de rua intitulada Alfama em Si. Neste filme contou com a colaboração de José Mário Branco, enquanto director musical e contou ainda com a participação de vários fadistas. Entre eles, Diogo Varela Silva dirigiu: Ana Moura, Camané, Celeste Rodrigues, Duarte, Kátia Guerreiro, Rodrigo, Ricardo Ribeiro, Sara Correia e Teresinha Landeiro.
O trabalho de Varela Silva foi exibido em vários festivais de cinema.

## Prémios e Reconhecimento
O seu documentário Zé Pedro Rock 'n' Roll, ganhou 20 prémios internacionais, nomeadamente o de Melhor Documentário Internacional no festival de cinema punk de Los Angeles e o Prémio do Público no Doclisboa, ambos em 2019.
Também os seus filmes Do Bairro e João Ayres, Pintor Independente ganharam vários prémios em festivais internacionais.
Em 2023, foi distinguido com o Prémio de Melhor Curta-Metragem de Documentário, nos Prémios Sophia.

## Filmografia Seleccionada
Entre a sua filmografia encontram-se os filmes:
2009 - O Homem que Não Sabia Morrer
2009 - Poema
2010 - A Minha Rua
2015 - Celeste, documentário
2016 - Alfama em si
2019 - Zé Pedro Rock 'n' Roll, documentário
2021 - Do Bairro
2022 - João Ayres, Pintor Independente, documentário